# Cimișlia
Cimișlia – miasto w Mołdawii, siedziba rejonu Cimișlia. W 2014 roku liczyło 11 997 mieszkańców.